# RideLondon-Surrey Classic 2018
La RideLondon-Surrey Classic 2018 est la septième édition de cette course cycliste sur route masculine. Elle a lieu le 29 juillet 2018. C'est la vingt-sixième course de l'UCI World Tour 2018.

## Équipes
| WorldTeams (16)- AG2R La Mondiale - Astana - Bahrain-Merida - BMC Racing Team - Bora-Hansgrohe - Lotto Soudal - Mitchelton-Scott - Quick-Step Floors - Dimension Data - EF Education First-Drapac p/b Cannondale - Katusha-Alpecin - Lotto NL-Jumbo - Sky - Team Sunweb - Trek-Segafredo - UAE Team Emirates Équipes continentales professionnelles (4)- Team Novo Nordisk - CCC Sprandi Polkowice - Sport Vlaanderen-Baloise - Bardiani CSF |
| |

## Classement final
| \| Classement général \| Classement général \| Classement général \| Classement général \| Classement général \| \| Coureur \| Coureur \| Pays \| Équipe \| Temps \| \| ------------------ \| ------------------- \| ------------------ \| --------------------- \| ------------------ \| \| 1er \| Pascal Ackermann \| Allemagne \| Bora-Hansgrohe \| 4 h 20 min 10 s \| \| 2e \| Elia Viviani \| Italie \| Quick-Step Floors \| + 0 s \| \| 3e \| Giacomo Nizzolo \| Italie \| Trek-Segafredo \| + 0 s \| \| 4e \| Iván García Cortina \| Espagne \| Bahrain-Merida \| + 0 s \| \| 5e \| Simone Consonni \| Italie \| UAE Team Emirates \| + 0 s \| \| 6e \| Phil Bauhaus \| Allemagne \| Team Sunweb \| + 0 s \| \| 7e \| Jempy Drucker \| Luxembourg \| BMC Racing Team \| + 0 s \| \| 8e \| André Greipel \| Allemagne \| Lotto-Soudal \| + 0 s \| \| 9e \| Jonas Koch \| Allemagne \| CCC Sprandi Polkowice \| + 0 s \| \| 10e \| Rudy Barbier \| France \| AG2R La Mondiale \| + 0 s \| |                     |            |                       |                 |
| |                     |            |                       |                 |
| Source : ProCyclingStats |                     |            |                       |                 |
| Classement général |                     |            |                       |                 |
| Coureur | Coureur             | Pays       | Équipe                | Temps           |
| 1er | Pascal Ackermann    | Allemagne  | Bora-Hansgrohe        | 4 h 20 min 10 s |
| 2e | Elia Viviani        | Italie     | Quick-Step Floors     | + 0 s           |
| 3e | Giacomo Nizzolo     | Italie     | Trek-Segafredo        | + 0 s           |
| 4e | Iván García Cortina | Espagne    | Bahrain-Merida        | + 0 s           |
| 5e | Simone Consonni     | Italie     | UAE Team Emirates     | + 0 s           |
| 6e | Phil Bauhaus        | Allemagne  | Team Sunweb           | + 0 s           |
| 7e | Jempy Drucker       | Luxembourg | BMC Racing Team       | + 0 s           |
| 8e | André Greipel       | Allemagne  | Lotto-Soudal          | + 0 s           |
| 9e | Jonas Koch          | Allemagne  | CCC Sprandi Polkowice | + 0 s           |
| 10e | Rudy Barbier        | France     | AG2R La Mondiale      | + 0 s           |

### Classements UCI
La RideLondon-Surrey Classic 2018 attribue le même nombre des points pour l'UCI World Tour 2018 (uniquement pour les coureurs membres d'équipes World Tour) et le Classement mondial UCI (pour tous les coureurs).
| Position           | 1er | 2e  | 3e  | 4e  | 5e  | 6e  | 7e | 8e | 9e | 10e | 11e | 12e | 13e | 14e | 15e à 20e | 21e à 30e | 31e à 50e | 51e à 55e | 56e à 60e |
| Classement général | 300 | 250 | 215 | 175 | 120 | 115 | 95 | 75 | 60 | 50  | 40  | 35  | 30  | 25  | 20        | 12        | 5         | 2         | 1         |

#### Classements UCI World Tour à l'issue de la course
| Rang | Coureur            | Équipe            | Points  |
| ---- | ------------------ | ----------------- | ------- |
| 1er  | Peter Sagan        | Bora-Hansgrohe    | 2684    |
| 2e   | Geraint Thomas     | Sky               | 2534.25 |
| 3e   | Christopher Froome | Sky               | 1978.68 |
| 4e   | Tom Dumoulin       | Sunweb            | 1975.62 |
| 5e   | Primož Roglič      | Lotto NL-Jumbo    | 1921    |
| 6e   | Alejandro Valverde | Movistar          | 1807    |
| 7e   | Julian Alaphilippe | Quick-Step Floors | 1761.12 |
| 8e   | Elia Viviani       | Quick-Step Floors | 1647    |
| 9e   | Romain Bardet      | AG2R La Mondiale  | 1530    |
| 10e  | Simon Yates        | Mitchelton-Scott  | 1472    |

| Rang | Équipe            | Points  |
| ---- | ----------------- | ------- |
| 1er  | Quick-Step Floors | 9769.97 |
| 2e   | Sky               | 8550    |
| 3e   | Bora-Hansgrohe    | 6919    |
| 4e   | Mitchelton-Scott  | 6335.03 |
| 5e   | BMC Racing        | 6188.97 |
| 6e   | Movistar          | 5936    |
| 7e   | Astana            | 5426    |
| 8e   | Bahrain-Merida    | 5122    |
| 9e   | Lotto NL-Jumbo    | 5029    |
| 10e  | Sunweb            | 5007.95 |

## Liste des participants
| Légende | Légende                                                                    | Légende | Légende                                                    |
| ------- | -------------------------------------------------------------------------- | ------- | ---------------------------------------------------------- |
| Num     | Dossard de départ porté par le coureur sur cette RideLondon-Surrey Classic | Pos     | Position à l'arrivée de la course                          |
|         | Indique un maillot de champion national ou mondial, suivi de sa spécialité | NP      | Indique un coureur qui n'a pas pris le départ de la course |
| AB      | Indique un coureur qui n'a pas terminé la course                           | HD      | Indique un coureur qui a terminé la course hors des délais |

| Katusha-Alpecin KAT                  | Katusha-Alpecin KAT      | Katusha-Alpecin KAT |
| ------------------------------------ | ------------------------ | ------------------- |
| Num                                  | Coureur                  | Pos                 |
| 1                                    | Alex Dowsett (GBR)       |                     |
| 2                                    | José Gonçalves (POR)     |                     |
| 3                                    | Maurits Lammertink (NED) |                     |
| 4                                    | Jenthe Biermans (BEL)    |                     |
| 5                                    | Reto Hollenstein (SUI)   |                     |
| 6                                    | Simon Špilak (SLO)       |                     |
| 7                                    | Nathan Haas (AUS)        |                     |
| Directeur sportif : Xavier Florencio |                          |                     |

| Bora-Hansgrohe BOH                | Bora-Hansgrohe BOH        | Bora-Hansgrohe BOH |
| --------------------------------- | ------------------------- | ------------------ |
| Num                               | Coureur                   | Pos                |
| 11                                | Pascal Ackermann (GER)    |                    |
| 12                                | Peter Kennaugh (GBR)      |                    |
| 13                                | Jay McCarthy (AUS)        |                    |
| 14                                | Christoph Pfingsten (GER) |                    |
| 15                                | Andreas Schillinger (GER) |                    |
| 16                                | Aleksejs Saramotins (LAT) |                    |
| 17                                | Rüdiger Selig (GER)       |                    |
| Directeur sportif : André Schulze |                           |                    |

| Sport Vlaanderen-Baloise TSV       | Sport Vlaanderen-Baloise TSV | Sport Vlaanderen-Baloise TSV |
| ---------------------------------- | ---------------------------- | ---------------------------- |
| Num                                | Coureur                      | Pos                          |
| 21                                 | Maxime Farazijn (BEL)        |                              |
| 22                                 | Milan Menten (BEL)           |                              |
| 23                                 | Christophe Noppe (BEL)       |                              |
| 24                                 | Jonas Rickaert (BEL)         |                              |
| 25                                 | Mathias Van Gompel (BEL)     |                              |
| 26                                 | Kenneth Van Rooy (BEL)       |                              |
| 27                                 | Aaron Verwilst (BEL)         |                              |
| Directeur sportif : Hans De Clercq |                              |                              |

| Bahrain-Merida TBM                | Bahrain-Merida TBM         | Bahrain-Merida TBM |
| --------------------------------- | -------------------------- | ------------------ |
| Num                               | Coureur                    | Pos                |
| 31                                | Grega Bole (SLO)           |                    |
| 32                                | Niccolò Bonifazio (ITA)    |                    |
| 33                                | Iván García (ESP)          |                    |
| 34                                | Valerio Agnoli (ITA)       |                    |
| 35                                | David Per (SLO)            |                    |
| 36                                | Manuele Boaro (ITA)        |                    |
| 37                                | Ramūnas Navardauskas (LTU) |                    |
| Directeur sportif : Alberto Volpi |                            |                    |

| Lotto NL-Jumbo TLJ                   | Lotto NL-Jumbo TLJ      | Lotto NL-Jumbo TLJ |
| ------------------------------------ | ----------------------- | ------------------ |
| Num                                  | Coureur                 | Pos                |
| 41                                   | Daan Olivier (NED)      |                    |
| 42                                   | Enrico Battaglin (ITA)  |                    |
| 43                                   | Maarten Wynants (BEL)   |                    |
| 44                                   | Bram Tankink (NED)      |                    |
| 45                                   | Jos van Emden (NED)     |                    |
| 46                                   | Bert-Jan Lindeman (NED) |                    |
| 47                                   | Robert Wagner (GER)     |                    |
| Directeur sportif : Grischa Niermann |                         |                    |

| AG2R La Mondiale ALM                 | AG2R La Mondiale ALM     | AG2R La Mondiale ALM |
| ------------------------------------ | ------------------------ | -------------------- |
| Num                                  | Coureur                  | Pos                  |
| 51                                   | Gediminas Bagdonas (LTU) |                      |
| 52                                   | Rudy Barbier (FRA)       |                      |
| 53                                   | Benoît Cosnefroy (FRA)   |                      |
| 54                                   | Nico Denz (GER)          |                      |
| 55                                   | Jan Bakelants (BEL)      |                      |
| 56                                   | Alexis Gougeard (FRA)    |                      |
| 57                                   | Stijn Vandenbergh (BEL)  |                      |
| Directeur sportif : Artūras Kasputis |                          |                      |

| CCC Sprandi Polkowice CCC              | CCC Sprandi Polkowice CCC | CCC Sprandi Polkowice CCC |
| -------------------------------------- | ------------------------- | ------------------------- |
| Num                                    | Coureur                   | Pos                       |
| 61                                     | Jonas Koch (GER)          |                           |
| 62                                     | Paweł Cieślik (POL)       |                           |
| 63                                     | Paweł Franczak (POL)      |                           |
| 64                                     | Amaro Antunes (POR)       |                           |
| 65                                     | František Sisr (POL)      |                           |
| 66                                     | Michal Schlegel (POL)     |                           |
| 67                                     | Jan Tratnik (SLO)         |                           |
| Directeur sportif : Gabriele Missaglia |                           |                           |

| UAE Emirates UAD                 | UAE Emirates UAD           | UAE Emirates UAD |
| -------------------------------- | -------------------------- | ---------------- |
| Num                              | Coureur                    | Pos              |
| 71                               | Simone Consonni (ITA)      |                  |
| 72                               | Ben Swift (GBR)            |                  |
| 73                               | Filippo Ganna (ITA)        |                  |
| 74                               | Rui Costa (POR)            |                  |
| 75                               | Sven Erik Bystrøm (NOR)    |                  |
| 76                               | Vegard Stake Laengen (NOR) |                  |
| 77                               | Diego Ulissi (ITA)         |                  |
| Directeur sportif : Mario Scirea |                            |                  |

| Bardiani CSF BRD                      | Bardiani CSF BRD         | Bardiani CSF BRD |
| ------------------------------------- | ------------------------ | ---------------- |
| Num                                   | Coureur                  | Pos              |
| 81                                    |                          |                  |
| 82                                    | Enrico Barbin (ITA)      |                  |
| 83                                    | Andrea Guardini (ITA)    |                  |
| 84                                    | Mirco Maestri (ITA)      |                  |
| 85                                    | Lorenzo Rota (ITA)       |                  |
| 86                                    | Paolo Simion (ITA)       |                  |
| 87                                    | Alessandro Tonelli (ITA) |                  |
| Directeur sportif : Roberto Reverberi |                          |                  |

| Astana AST                         | Astana AST              | Astana AST |
| ---------------------------------- | ----------------------- | ---------- |
| Num                                | Coureur                 | Pos        |
| 91                                 | Laurens De Vreese (BEL) |            |
| 92                                 | Yevgeniy Gidich (KAZ)   |            |
| 93                                 | Hugo Houle (CAN)        |            |
| 94                                 | Oscar Gatto (ITA)       |            |
| 95                                 | Davide Villella (ITA)   |            |
| 96                                 | Riccardo Minali (ITA)   |            |
| 97                                 | Moreno Moser (ITA)      |            |
| Directeur sportif : Stefano Zanini |                         |            |

| BMC Racing BMC                          | BMC Racing BMC             | BMC Racing BMC |
| --------------------------------------- | -------------------------- | -------------- |
| Num                                     | Coureur                    | Pos            |
| 101                                     | Jempy Drucker (LUX)        |                |
| 102                                     | Jürgen Roelandts (BEL)     |                |
| 103                                     | Miles Scotson (AUS)        |                |
| 104                                     | Nathan Van Hooydonck (BEL) |                |
| 105                                     | Alberto Bettiol (ITA)      |                |
| 106                                     | Alessandro De Marchi (ITA) |                |
| 107                                     | Rohan Dennis (AUS)         |                |
| Directeur sportif : Maximilian Sciandri |                            |                |

| EF Education First-Drapac EFD          | EF Education First-Drapac EFD | EF Education First-Drapac EFD |
| -------------------------------------- | ----------------------------- | ----------------------------- |
| Num                                    | Coureur                       | Pos                           |
| 111                                    | Matti Breschel (DEN)          |                               |
| 112                                    | Mitchell Docker (AUS)         |                               |
| 113                                    | Kim Magnusson (SWE)           |                               |
| 114                                    | Daniel McLay (GBR)            |                               |
| 115                                    | Sacha Modolo (ITA)            |                               |
| 116                                    | Sebastian Langeveld (NED)     |                               |
| 117                                    | Tom Van Asbroeck (BEL)        |                               |
| Directeur sportif : Juan Manuel Gárate |                               |                               |

| Lotto-Soudal LTS                | Lotto-Soudal LTS      | Lotto-Soudal LTS |
| ------------------------------- | --------------------- | ---------------- |
| Num                             | Coureur               | Pos              |
| 121                             | Lars Bak (DEN)        |                  |
| 122                             | Adam Hansen (AUS)     |                  |
| 123                             | Moreno Hofland (NED)  |                  |
| 124                             | Bjorg Lambrecht (BEL) |                  |
| 125                             | Nikolas Maes (BEL)    |                  |
| 126                             | James Shaw (GBR)      |                  |
| 127                             | André Greipel (GER)   |                  |
| Directeur sportif : Mario Aerts |                       |                  |

| Mitchelton-Scott MTS               | Mitchelton-Scott MTS          | Mitchelton-Scott MTS |
| ---------------------------------- | ----------------------------- | -------------------- |
| Num                                | Coureur                       | Pos                  |
| 131                                | Michael Albasini (SUI)        |                      |
| 132                                | Svein Tuft (CAN)              |                      |
| 133                                | Matteo Trentin (ITA)          |                      |
| 134                                | Christopher Juul Jensen (DEN) |                      |
| 135                                | Luka Mezgec (SLO)             |                      |
| 136                                | Caleb Ewan (AUS)              |                      |
| 137                                | Alexander Edmondson (AUS)     |                      |
| Directeur sportif : Matthew Wilson |                               |                      |

| Dimension Data DDD                   | Dimension Data DDD   | Dimension Data DDD |
| ------------------------------------ | -------------------- | ------------------ |
| Num                                  | Coureur              | Pos                |
| 141                                  | Mark Cavendish (GBR) |                    |
| 142                                  | Scott Davies (GBR)   |                    |
| 143                                  | Bernhard Eisel (AUT) |                    |
| 144                                  | Mark Renshaw (AUS)   |                    |
| 145                                  | Scott Thwaites (GBR) |                    |
| 146                                  | Johann van Zyl (RSA) |                    |
| 147                                  | Jacobus Venter (RSA) |                    |
| Directeur sportif : Bingen Fernández |                      |                    |

| Novo Nordisk TNN                      | Novo Nordisk TNN           | Novo Nordisk TNN |
| ------------------------------------- | -------------------------- | ---------------- |
| Num                                   | Coureur                    | Pos              |
| 151                                   | Fabio Calabria (AUS)       |                  |
| 152                                   | Sam Brand (GBR)            |                  |
| 153                                   | David Lozano (ESP)         |                  |
| 154                                   | Andrea Peron (ITA)         |                  |
| 155                                   | Charles Planet (FRA)       |                  |
| 156                                   | Umberto Poli (ITA)         |                  |
| 157                                   | Christopher Williams (AUS) |                  |
| Directeur sportif : Massimo Podenzana |                            |                  |

| Sunweb SUN                       | Sunweb SUN             | Sunweb SUN |
| -------------------------------- | ---------------------- | ---------- |
| Num                              | Coureur                | Pos        |
| 161                              | Phil Bauhaus (GER)     |            |
| 162                              | Roy Curvers (NED)      |            |
| 163                              | Lennard Hofstede (NED) |            |
| 164                              | Michael Matthews (AUS) |            |
| 165                              | Mike Teunissen (NED)   |            |
| 166                              | Martijn Tusveld (NED)  |            |
| 167                              | Max Walscheid (GER)    |            |
| Directeur sportif : Aike Visbeek |                        |            |

| Sky SKY                            | Sky SKY                    | Sky SKY |
| ---------------------------------- | -------------------------- | ------- |
| Num                                | Coureur                    | Pos     |
| 171                                | Jonathan Dibben (GBR)      |         |
| 172                                | Owain Doull (GBR)          |         |
| 173                                | Tao Geoghegan Hart (GBR)   |         |
| 174                                | Kristoffer Halvorsen (NOR) |         |
| 175                                | Christopher Lawless (GBR)  |         |
| 176                                | Ian Stannard (GBR)         |         |
| 177                                | Łukasz Wiśniowski (POL)    |         |
| Directeur sportif : Oliver Cookson |                            |         |

| Quick-Step Floors QST              | Quick-Step Floors QST   | Quick-Step Floors QST |
| ---------------------------------- | ----------------------- | --------------------- |
| Num                                | Coureur                 | Pos                   |
| 181                                | Dries Devenyns (BEL)    |                       |
| 182                                | Fabio Jakobsen (NED)    |                       |
| 183                                | Davide Martinelli (ITA) |                       |
| 184                                | Michael Mørkøv (DEN)    |                       |
| 185                                | Fabio Sabatini (ITA)    |                       |
| 186                                | Florian Sénéchal (FRA)  |                       |
| 187                                | Elia Viviani (ITA)      |                       |
| Directeur sportif : Rik Van Slycke |                         |                       |

| Trek-Segafredo TFS               | Trek-Segafredo TFS     | Trek-Segafredo TFS |
| -------------------------------- | ---------------------- | ------------------ |
| Num                              | Coureur                | Pos                |
| 191                              | Laurent Didier (LUX)   |                    |
| 192                              | Fumiyuki Beppu (JPN)   |                    |
| 193                              | Matthias Brändle (AUT) |                    |
| 194                              | Alex Frame (GBR)       |                    |
| 195                              | Ryan Mullen (IRL)      |                    |
| 196                              | Giacomo Nizzolo (ITA)  |                    |
| 197                              | Boy van Poppel (NED)   |                    |
| Directeur sportif : Luc Meersman |                        |                    |